# Laurent Robert
Pour les articles homonymes, voir Robert.
Laurent Robert  est un footballeur international français né le 21 mai 1975 à Saint-Benoît à La Réunion.
Il compte neuf sélections pour un but marqué en équipe de France et a remporté avec les Bleus la Coupe des confédérations 2001.

## Biographie
Laurent Robert commence sa carrière au club de l'US Bénédictine dans sa ville natale de Saint-Benoît (île de La Réunion).
Faisant partie de la sélection des jeunes cadets de l'île de la Réunion, il se fait repérer par le club de Brest Armorique FC lors du championnat de France cadets. Il quitte donc son île natale pour intégrer le centre de formation brestois puis rejoint le Montpellier HSC lors de la faillite du club breton. Évoluant au poste d'attaquant ou de milieu offensif, il se met régulièrement en évidence par sa redoutable frappe du pied gauche.
En 1999, Robert signe au Paris Saint-Germain. Il connait le meilleur avec sa première sélection en équipe de France le 18 août en Irlande du Nord (victoire 1-0), récompense d'un début de saison tonitruant sous les couleurs du club parisien, mais également le pire en écopant de trois cartons rouges en une seule saison, ce qui le prive probablement d'une place chez les Bleus lors de l'Euro 2000.
La saison suivante sera synonyme de plus grand succès, couronnée par une formidable aventure en Ligue des champions, où Laurent brille notamment lors du fameux match contre Rosenborg BK (7-2) où il est à l'origine de 6 des 7 buts de la rencontre. L'équipe de France de football lui tend de nouveau les bras et il en profite pour inscrire son premier but sous le maillot tricolore face à la Turquie en novembre 2000, le dernier but du siècle.
Par la suite, les résultats de l'équipe parisienne se détériorent, tout comme les relations entre Robert et le nouvel entraineur du PSG, Luis Fernandez. Robert quitte la capitale pour rejoindre Newcastle United à l'été 2001 pour la somme de 15M€. Entretemps, il dispute avec les Bleus en juin 2001 la Coupe des confédérations en Asie. Il y disputera sa dernière sélection le 10 juin contre le Japon (victoire 1-0).
En Angleterre, Laurent bénéfice de toute la confiance du manageur Bobby Robson, qui fait de lui une pièce maitresse de son équipe type. Les saisons suivantes sont plus mitigées et l'arrivée de l'entraîneur Graeme Souness pousse Laurent Robert vers la sortie. Prêté à Portsmouth FC (où il côtoie l'entraîneur français Alain Perrin) durant l'été 2005, il est transféré en janvier 2006 au Benfica Lisbonne, où il s'illustre en marquant un coup franc de 40 m contre Porto.
À la fin de la saison 2005-2006 il quitte Benfica pour le club espagnol de Levante. Malgré un nombre important de Français dans l'effectif du club espagnol, il ne parvient pas à s'intégrer et à s'imposer dans le onze type et suit même les matchs depuis les tribunes. En novembre 2007, d'un commun accord avec son club espagnol, il met fin à son contrat. Libre, il signe à Derby County (Premier League anglaise) le 8 janvier 2008. Mais quelques mois plus tard, il rejoint le club canadien de Toronto afin de participer à la saison 2008 de la Major League Soccer. Le 20 août 2008, le Toronto FC le libère de son contrat et il signe quelques jours après avec le club grec de Larissa.
À l'été 2009, il s'entraîne avec la réserve du Paris Saint-Germain, après avoir résilié son contrat avec Larissa pour salaire non payé. Il a même proposé ses services gratuitement à Antoine Kombouaré et ne réclame une prime que si le club termine dans les quatre premiers du championnat. Mais l'offre n'a pas emballé l'entraineur qui privilégie d'autres options pour le mercato.
Sans club, il s'entraine un temps avec le Red Star 93 (CFA) et songe à rejoindre l'effectif de la banlieue parisienne. Finalement, la piste d'un ultime challenge sportif de haut niveau est abandonné. L'ex-joueur se consacre alors  au beach-soccer et à l'indoor.

## Carrière
Ce tableau présente les statistiques en carrière de Laurent Robert,,,.
| Saison                | Club                  | Championnat           | Championnat | Championnat | Championnat | Coupe nationale | Coupe nationale | Coupe nationale | Coupe de la Ligue | Coupe de la Ligue | Coupe de la Ligue | Compétition(s) continentale(s) | Compétition(s) continentale(s) | Compétition(s) continentale(s) | Compétition(s) continentale(s) | France | France | France | Total | Total | Total |
| Saison                | Club                  | Division              | M.          | B.          | P.d.        | M.              | B.              | P.d.            | M.                | B.                | P.d.              | Comp.                          | M.                             | B.                             | P.d.                           | M.     | B.     | P.d.   | M.    | B.    | P.d.  |
| 1994-1995             | Montpellier HSC       | 1                     | 7           | 0           | -           | 1               | 0               | -               | 2                 | 0                 | -                 | -                              | -                              | -                              | -                              | -      | -      | -      | 10    | 0     | 0     |
| 1995-1996             | Montpellier HSC       | 1                     | 21          | 5           | -           | 4               | 0               | -               | 1                 | 0                 | -                 | -                              | -                              | -                              | -                              | -      | -      | -      | 26    | 5     | 0     |
| 1996-1997             | Montpellier HSC       | 1                     | 38          | 1           | -           | 3               | 0               | -               | 3                 | 2                 | -                 | C3                             | 1                              | 0                              | -                              | -      | -      | -      | 45    | 3     | 0     |
| 1997-1998             | Montpellier HSC       | 1                     | 26          | 2           | -           | 1               | 0               | -               | 2                 | 0                 | -                 | -                              | -                              | -                              | -                              | -      | -      | -      | 29    | 2     | 0     |
| 1998-1999             | Montpellier HSC       | 1                     | 32          | 11          | -           | 1               | 0               | -               | 4                 | 0                 | -                 | -                              | -                              | -                              | -                              | -      | -      | -      | 37    | 11    | 0     |
| Sous-total            | Sous-total            | Sous-total            | 124         | 19          | -           | 10              | 0               | -               | 12                | 2                 | -                 | -                              | 1                              | 0                              | -                              | -      | -      | -      | 147   | 21    | 0     |
| 1999-2000             | Paris Saint-Germain   | 1                     | 28          | 9           | 6           | 3               | 0               | -               | 5                 | 3                 | -                 | -                              | -                              | -                              | -                              | 2      | 0      | 0      | 38    | 12    | 6     |
| 2000-2001             | Paris Saint-Germain   | 1                     | 32          | 15          | 6           | 1               | 0               | -               | 1                 | 0                 | -                 | C1                             | 10                             | 3                              | 4                              | 7      | 1      | 0      | 51    | 19    | 10    |
| 2001                  | Paris Saint-Germain   | 1                     | 1           | 0           | 0           | -               | -               | -               | -                 | -                 | -                 | CI                             | 4                              | 4                              | -                              | -      | -      | -      | 5     | 4     | 0     |
| Sous-total            | Sous-total            | Sous-total            | 61          | 24          | 12          | 4               | 0               | -               | 6                 | 3                 | -                 | -                              | 14                             | 7                              | 4                              | 9      | 1      | 0      | 94    | 35    | 16    |
| 2001-2002             | Newcastle United FC   | 1                     | 36          | 8           | 11          | 3               | 1               | -               | 3                 | 1                 | -                 | -                              | -                              | -                              | -                              | -      | -      | -      | 42    | 10    | 11    |
| 2002-2003             | Newcastle United FC   | 1                     | 27          | 5           | 8           | 1               | 0               | -               | 1                 | 0                 | -                 | C1                             | 11                             | 0                              | 3                              | -      | -      | -      | 40    | 5     | 11    |
| 2003-2004             | Newcastle United FC   | 1                     | 35          | 6           | 6           | 2               | 2               | -               | 1                 | 1                 | -                 | C1+C3                          | 2+11                           | 0+3                            | 0+4                            | -      | -      | -      | 51    | 12    | 10    |
| 2004-2005             | Newcastle United FC   | 1                     | 31          | 3           | 6           | 4               | 0               | 1               | 2                 | 0                 | -                 | C3                             | 10                             | 2                              | 2                              | -      | -      | -      | 47    | 5     | 9     |
| Sous-total            | Sous-total            | Sous-total            | 129         | 22          | 31          | 10              | 3               | 1               | 7                 | 2                 | -                 | -                              | 35                             | 5                              | 9                              | -      | -      | -      | 181   | 32    | 41    |
| 2005-2006             | Portsmouth FC (prêt)  | 1                     | 17          | 1           | 3           | -               | -               | -               | -                 | -                 | -                 | -                              | -                              | -                              | -                              | -      | -      | -      | 17    | 1     | 3     |
| 2006                  | Benfica Lisbonne      | 1                     | 13          | 2           | 2           | 3               | 1               | -               | -                 | -                 | -                 | C1                             | 4                              | 0                              | 0                              | -      | -      | -      | 20    | 3     | 2     |
| 2006-2007             | Levante UD            | 1                     | 13          | 0           | 1           | -               | -               | -               | -                 | -                 | -                 | -                              | -                              | -                              | -                              | -      | -      | -      | 13    | 0     | 1     |
| 2005-2006             | Derby County FC       | 1                     | 4           | 0           | 0           | -               | -               | -               | -                 | -                 | -                 | -                              | -                              | -                              | -                              | -      | -      | -      | 4     | 0     | 0     |
| 2008                  | Toronto FC            | 1                     | 17          | 1           | 3           | 4               | 0               | 2               | -                 | -                 | -                 | -                              | -                              | -                              | -                              | -      | -      | -      | 21    | 1     | 5     |
| 2008-2009             | AEL Larissa           | 1                     | 6           | 0           | 1           | -               | -               | -               | -                 | -                 | -                 | -                              | -                              | -                              | -                              | -      | -      | -      | 6     | 0     | 1     |
| Total sur la carrière | Total sur la carrière | Total sur la carrière | 384         | 69          | 53          | 31              | 4               | 3               | 25                | 7                 | -                 | -                              | 54                             | 13                             | 13                             | 9      | 1      | 0      | 503   | 94    | 69    |

## Palmarès

### En club
- Vainqueur de la Coupe Intertoto en 2001 avec le Paris SG [2]
- Vice-champion de France en 2000 avec le Paris SG
- Finaliste du championnat canadien en 2008 avec le Toronto FC
- Finaliste de la Coupe de la Ligue en 2000 avec le Paris SG

### En sélection nationale
- 9 sélections et 1 but entre 1999 et 2001
- Vainqueur de la Coupe des Confédérations en 2001[2]
- Vainqueur de la Coupe du monde militaire en 1995[7]

#### Matchs internationaux
| Matchs internationaux de Laurent Robert | Matchs internationaux de Laurent Robert | Matchs internationaux de Laurent Robert           | Matchs internationaux de Laurent Robert | Matchs internationaux de Laurent Robert | Matchs internationaux de Laurent Robert          | Matchs internationaux de Laurent Robert                            |
| #                                       | Date                                    | Lieu                                              | Adversaire                              | Résultat                                | Compétition                                      | Notes                                                              |
| --------------------------------------- | --------------------------------------- | ------------------------------------------------- | --------------------------------------- | --------------------------------------- | ------------------------------------------------ | ------------------------------------------------------------------ |
| 1                                       | 18 août 1999                            | Windsor Park, Belfast, Irlande du Nord            | Irlande du Nord                         | V 1 - 0                                 | Match amical                                     | Entre en jeu à la place de Sylvain Wiltord à la 56e minute de jeu. |
| 2                                       | 8 septembre 1999                        | Stade Hrazdan, Erevan, Arménie                    | Arménie                                 | V 3 - 2                                 | Éliminatoires Euro 2000                          | Entre en jeu à la place de Sylvain Wiltord à la 63e minute de jeu. |
| 3                                       | 4 octobre 2000                          | Stade de France, Saint-Denis, France              | Cameroun                                | N 1 - 1                                 | Match amical                                     | Entre en jeu à la place de David Trezeguet à la 55e minute de jeu. |
| 4                                       | 7 octobre 2000                          | Ellis Park Stadium, Johannesbourg, Afrique du Sud | Afrique du Sud                          | N 0 - 0                                 | Match amical                                     | Titulaire.                                                         |
| 5                                       | 15 novembre 2000                        | Stade İnönü, Istanbul, Turquie                    | Turquie                                 | V 4 - 0                                 | Match amical                                     | Entre en jeu à la place de Sylvain Wiltord à la 57e minute de jeu. |
| 6                                       | 1er juin 2001                           | Stade de Daegu, Daegu, Corée du Sud               | Australie                               | D 0 - 1                                 | Premier tour de la Coupe des confédérations 2001 | Titulaire.                                                         |
| 7                                       | 3 juin 2001                             | Stade d'Ulsan Munsu, Daegu, Corée du Sud          | Mexique                                 | V 4 - 0                                 | Premier tour de la Coupe des confédérations 2001 | Entre en jeu à la place de Steve Marlet à la 65e minute de jeu.    |
| 8                                       | 7 juin 2001                             | Stade de Suwon, Suwon, Corée du Sud               | Brésil                                  | V 2 - 1                                 | Demi-finale de la Coupe des confédérations 2001  | Entre en jeu à la place de Sylvain Wiltord à la 86e minute de jeu. |
| 9                                       | 10 juin 2001                            | Stade de Yokohama, Yokohama, Japon                | Japon                                   | V 1 - 0                                 | Finale de la Coupe des confédérations 2001       | Entre en jeu à la place de Steve Marlet à la 58e minute de jeu.    |

#### But international
| Buts internationaux de Laurent Robert | Buts internationaux de Laurent Robert | Buts internationaux de Laurent Robert | Buts internationaux de Laurent Robert | Buts internationaux de Laurent Robert | Buts internationaux de Laurent Robert | Buts internationaux de Laurent Robert | Buts internationaux de Laurent Robert | Buts internationaux de Laurent Robert |
|                                       | Date                                  | Lieu                                  | Adversaire                            | Résultat                              | Score                                 | Minute                                | Compétition                           | Sélection                             |
| ------------------------------------- | ------------------------------------- | ------------------------------------- | ------------------------------------- | ------------------------------------- | ------------------------------------- | ------------------------------------- | ------------------------------------- | ------------------------------------- |
| 1er                                   | 15 novembre 2000                      | Stade İnönü, Istanbul, Turquie        | Turquie                               | V 4 - 0                               | 4-0                                   | 74e                                   | Match amical                          | 5e                                    |

### Distinction individuelle
- Meilleur passeur de la Coupe de l'UEFA en 2003-2004 (4 passes décisives)